# Gracillariidae
I Gracillaridi (Gracillariidae Stainton, 1854) sono una famiglia di lepidotteri diffusa in tutti i continenti. Le larve scavano mine all'interno delle foglie; quelle delle Phyllocnistinae sono apode, mentre nelle altre due sottofamiglie gli arti toracici e le pseudozampe sono atrofici solo nei primi stadi larvali.

## Alcune specie

### Adulti

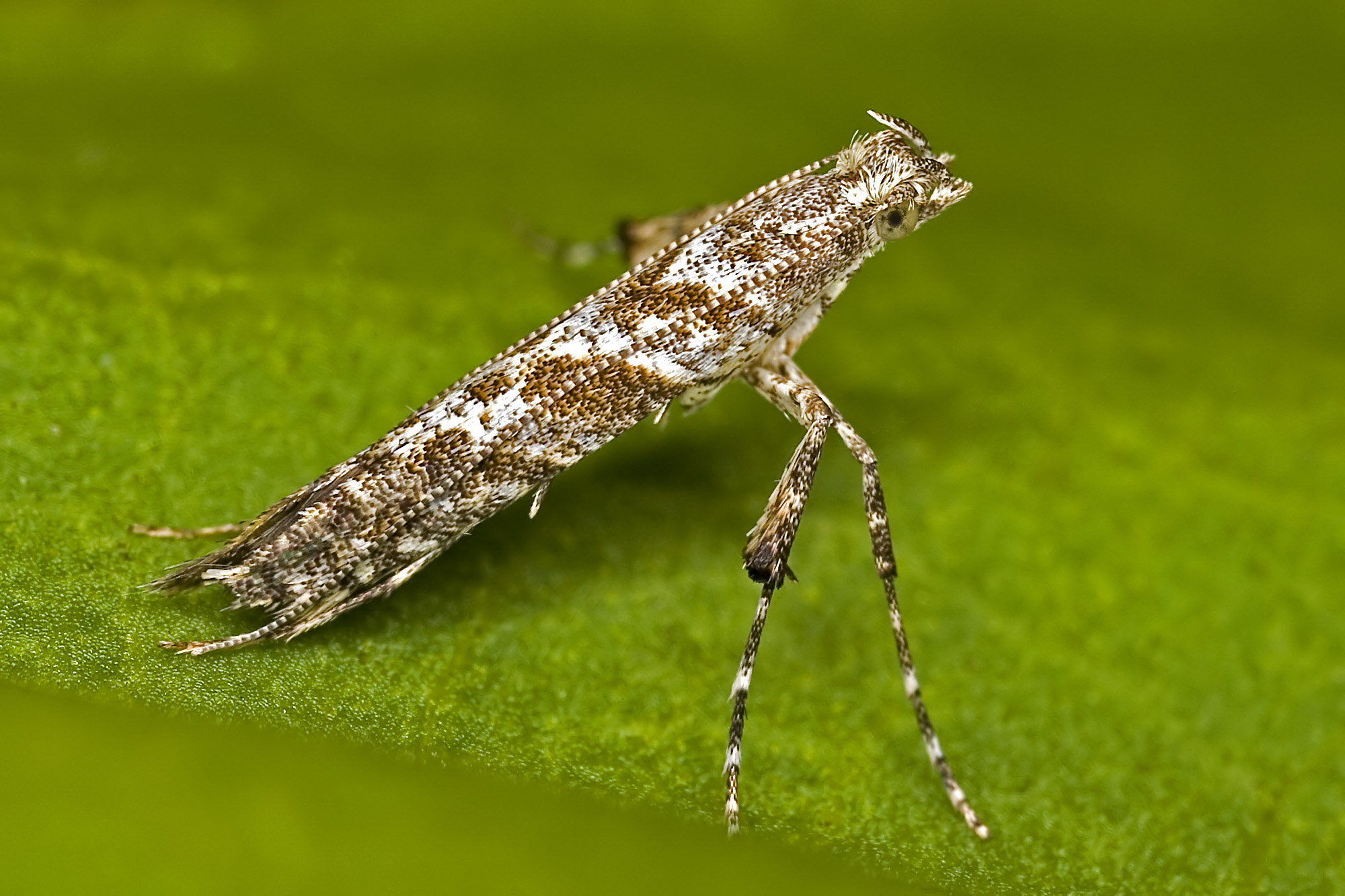
Caloptilia cuculipennella (Gracillariinae)
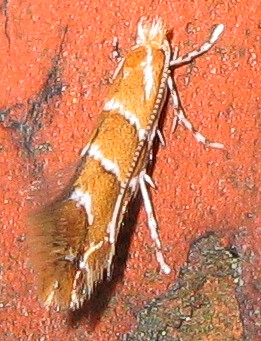
Cameraria ohridella (Lithocolletinae)
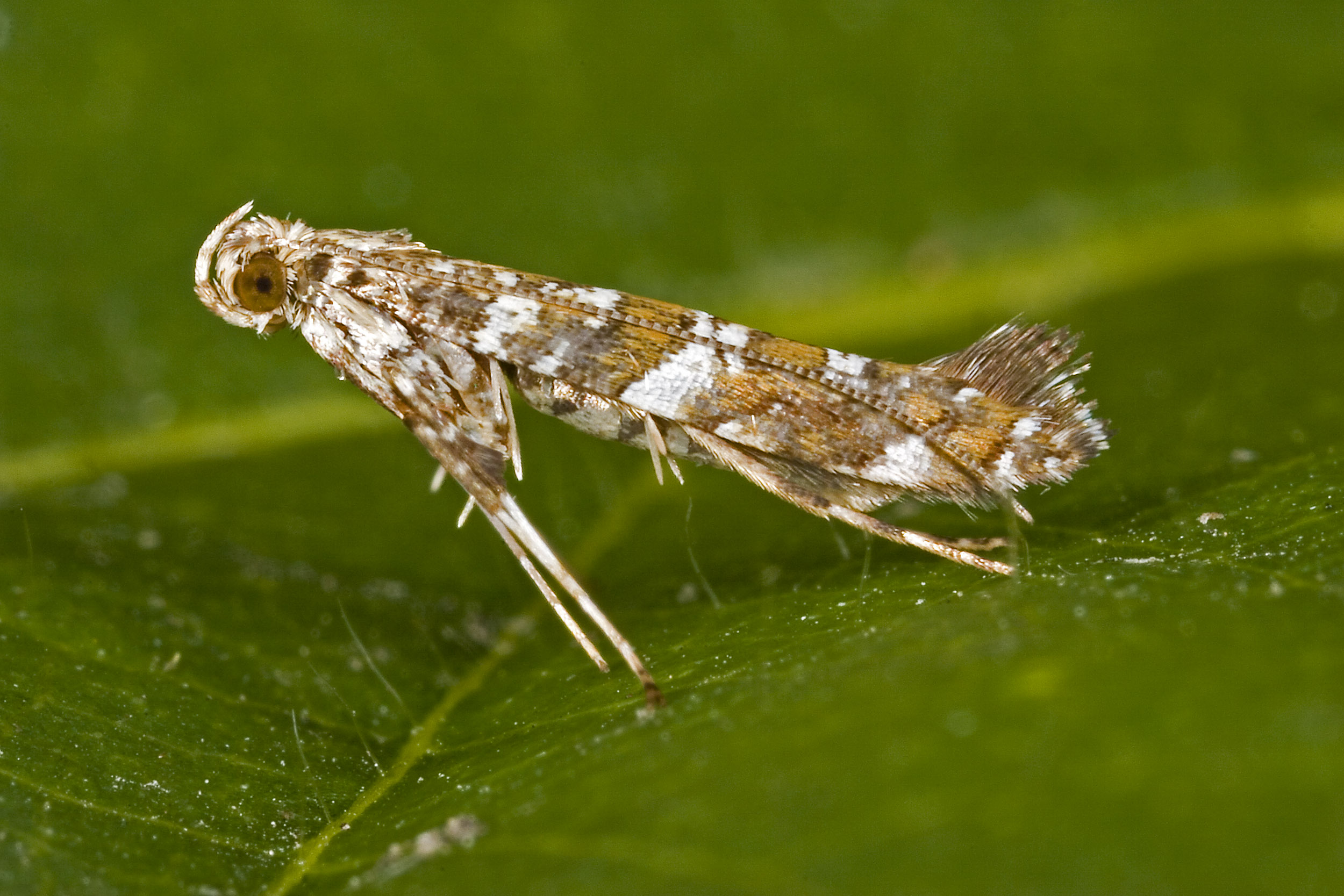
Gracillaria syringella (Gracillariinae)

### Mine fogliari

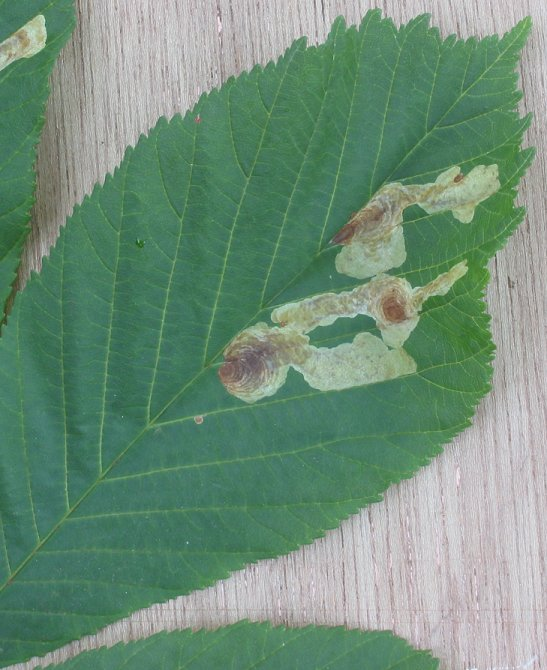
foglia di ippocastano con mine di Cameraria ohridella (Lithocolletinae)
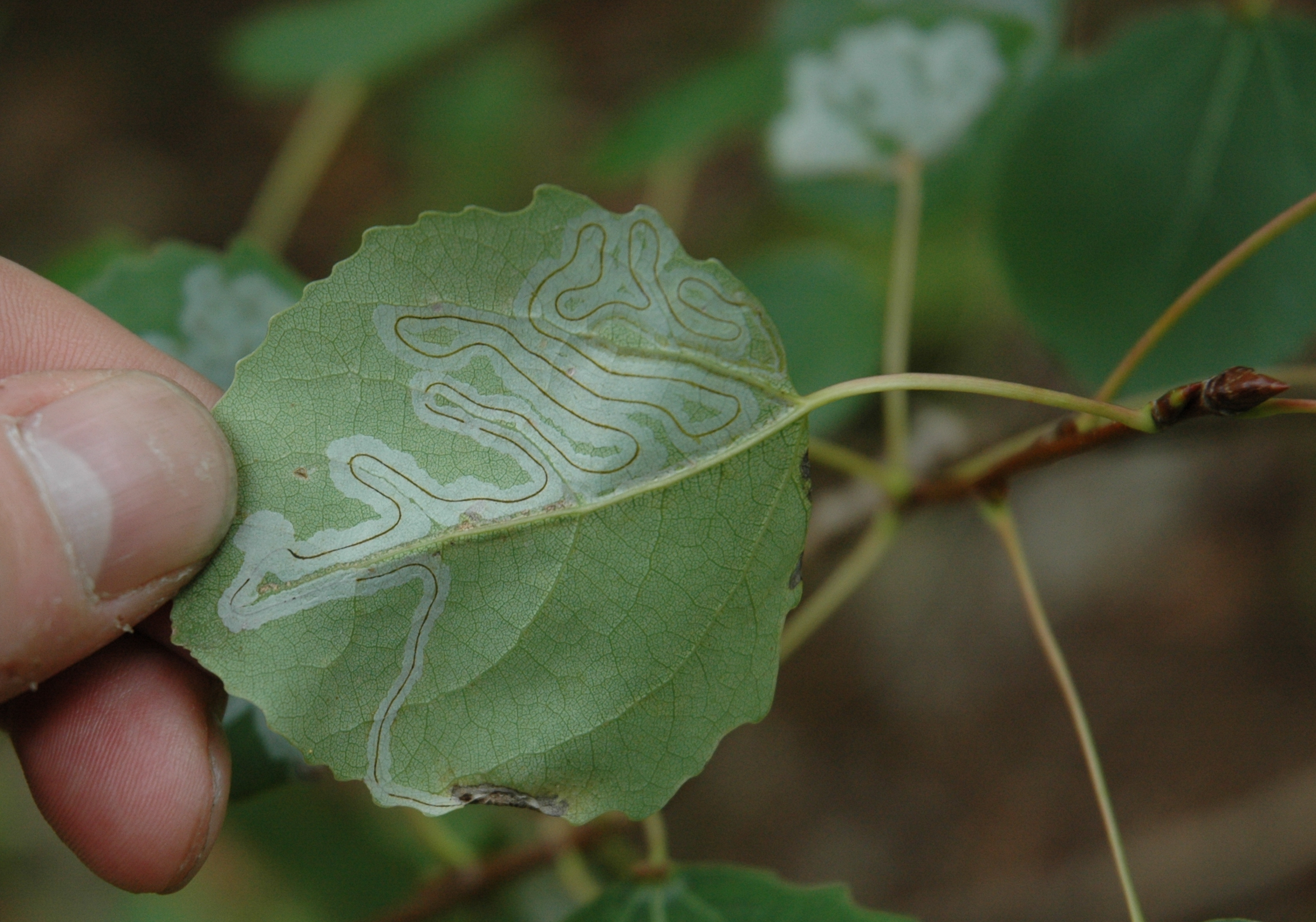
Foglia di pioppo tremulo con mine di Phyllocnistis labyrinthella (Phyllocnistinae)
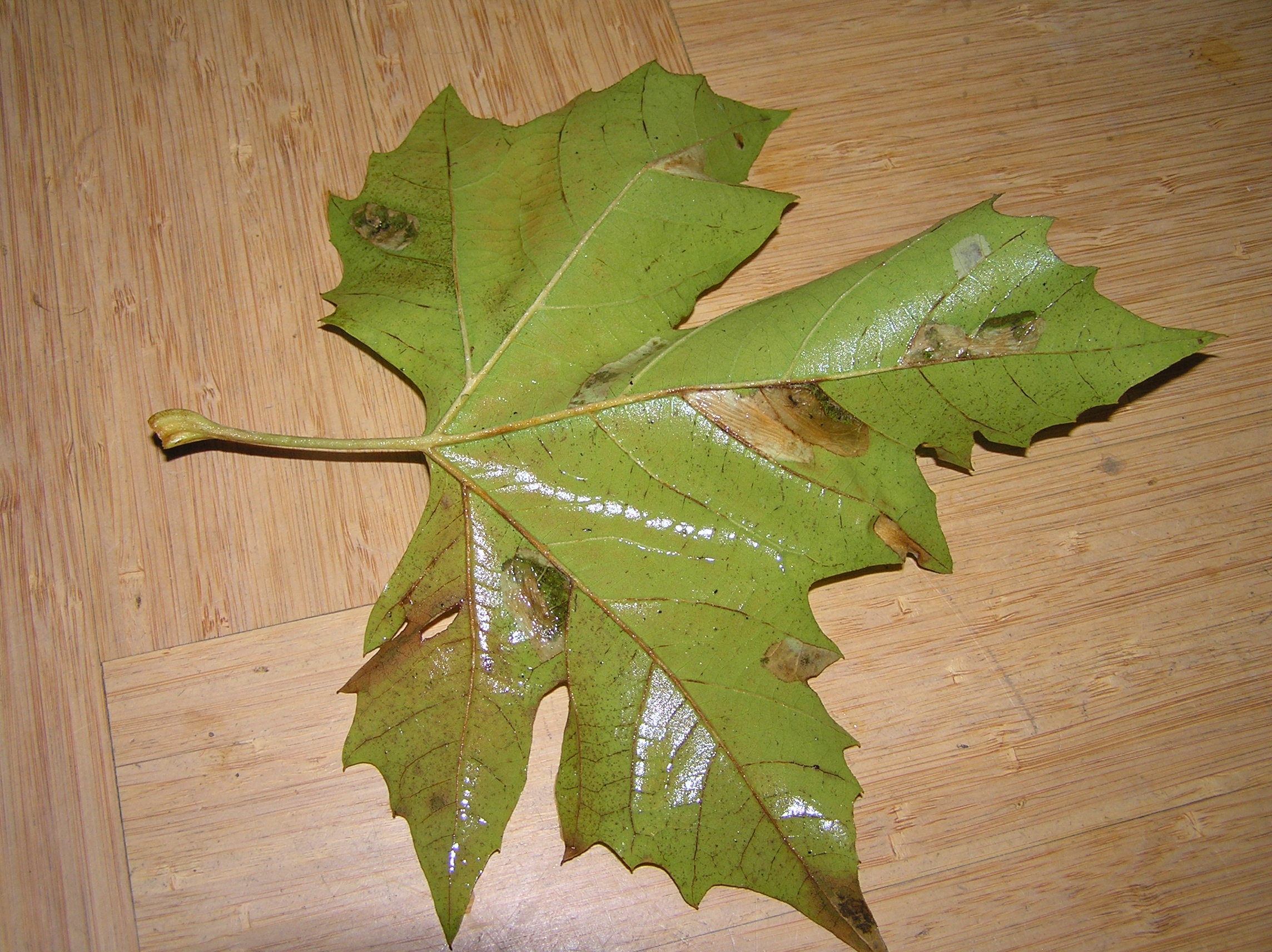
Foglia di platano con mine di Phyllonorycter platani (Lithocolletinae)
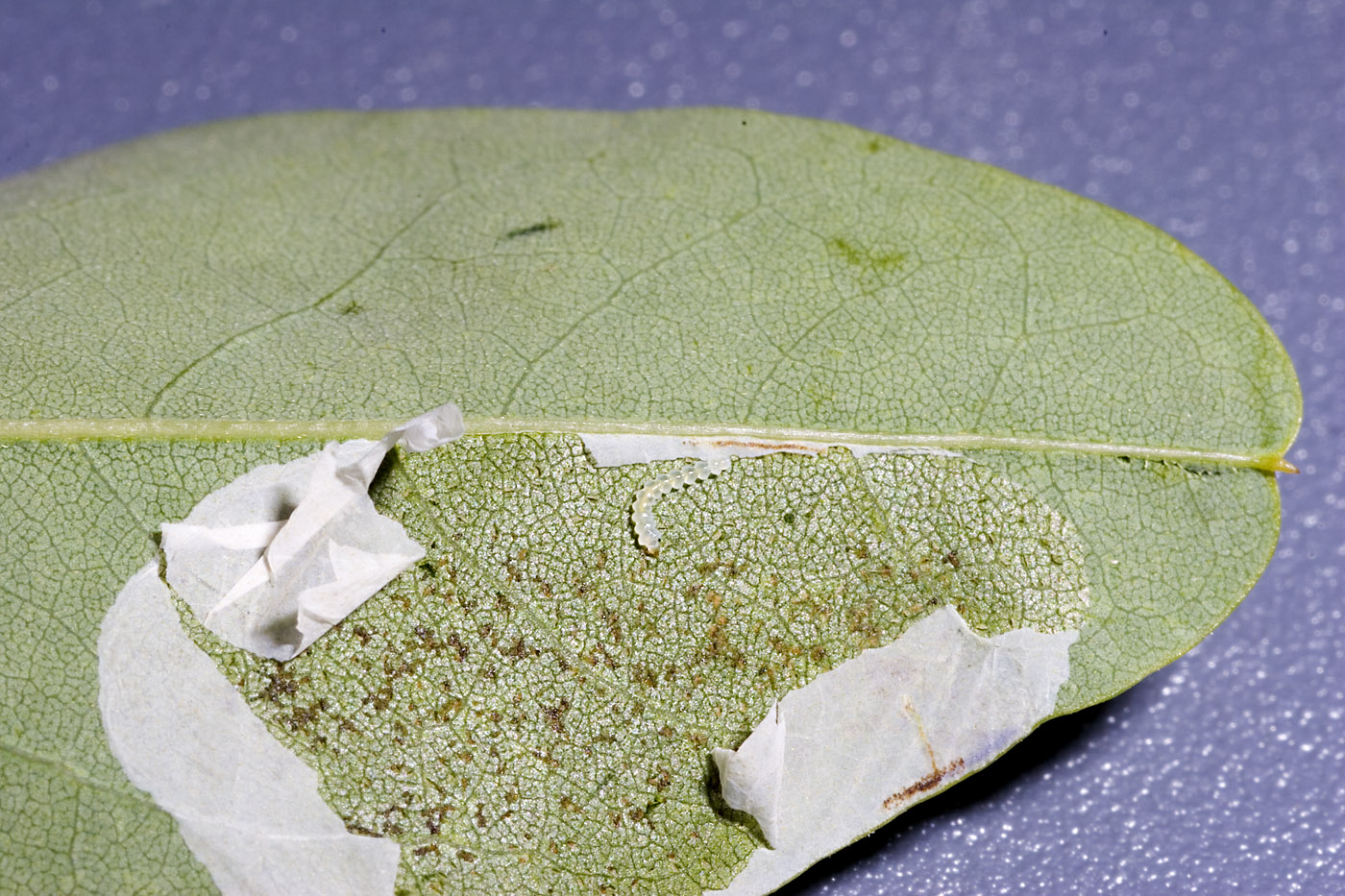
Foglia di robinia con mina aperta e larva di Phyllonorycter robiniella (Lithocolletinae)